# Le Sentier des douanes
Le Sentier des douanes est une peinture réalisée en 1905 par Paul Signac (1863-1935). L’œuvre est une peinture à l'huile sur  toile  de 72 × 92,5 cm représentant le sentier de douane de Saint-Tropez, exposée au musée de Grenoble depuis 1923.

## Histoire de l’œuvre
La peinture s'inscrit dans le mouvement néo-impressionniste, et plus particulièrement à la théorie du divisionnisme, aussi nommé pointillisme.
Afin de réaliser ce tableau, Paul Signac s'exerce à plusieurs études au crayon, à l'encre et à l'aquarelle. Une première version de l’œuvre est peinte en 1902. Pendant l'été 1904, il se rend à Saint-Tropez où il travaille avec Matisse.
C'est en 1905, l'année de naissance du fauvisme, qu'il peint l’œuvre finale dans son atelier. Parfois appelé sobrement Saint-Tropez ou Le sentier côtier, l’œuvre est finalement nommée Le Sentier de douane cette année-là.

## Analyse de l’œuvre
La peinture montre que Signac est attaché au mouvement pointilliste. Pour mettre en lumière les différentes parties du tableau, le peintre choisit d'appliquer un mouvement à ces touches de peinture : en oblique pour signifier les pentes de la colline, en verticale pour les arbres ou en horizontale pour la mer et le ciel. Ces mouvements de brosse permettent de donner à la toile à un effet de dynamisme à chacun des espaces. 
Captivé par la lumière et les couleurs qu'offre le coucher de soleil, le peintre met en opposition les tons bleus-violets de la mer et des ombres aux couleurs roses-orangées des troncs d'arbres et de la terre,.
Cette peinture met en avant que l'artiste a cherché à donner une représentation plus fidèle du sentier en travaillant à partir de ses précédentes esquisses et dessins.

## Postérité
En 1923, l’œuvre est léguée au musée de Grenoble par Georgette Agutte et Marcel Sembat. Elle est depuis exposée dans ses locaux. 